# ТЕС Елста
ТЕС Елста – теплова електростанція у Нідерландах, споруджена за технологією комбінованого парогазового циклу.
Розташована у провінції Зеландія на південному заході країни, неподалік від кордону із Бельгією. Для розміщення ТЕС обрали майданчик поряд із індустріальною зоною Dow Benelux, яка могла забезпечити попит на теплову енергію. У складі єдиного блоку станції, введеного в експлуатацію у 1998 році, встановлені три газові турбіни компанії  General Electric типу 9001E потужністю по 123 МВт та одна парова потужністю 90 МВт. 
Станція може забезпечувати постачання пари для хімічного комбінату в об’ємах від 350 до 850 тон на годину, в залежності від потреб.